# سيمون غيليت
سيمون غيليت (بالإنجليزية: Simon Gillett)‏ هو لاعب كرة قدم بريطاني، ولد في 6 نوفمبر 1985 في أكسفورد في المملكة المتحدة. لعب مع نادي بريستول سيتي ونادي بلاكبول ونادي بورنموث ونادي بيتربورو يونايتد ونادي دونكاستر روفرز ونادي ساوثهامبتون ونادي والسول ونوتينغهام فورست ويوفل تاون.

## وصلات خارجية
- سيمون غيليت على موقع قاعدة بيانات كرة القدم.إي يو (الإنجليزية)
- سيمون غيليت على موقع Soccerbase.com (لاعب) (الإنجليزية)